# Вест-Тейлор Тауншип (округ Кембрія, Пенсільванія)
Вест-Тейлор Тауншип (англ. West Taylor Township) — селище (англ. township) в США, в окрузі Кембрія штату Пенсільванія. Населення — 729 осіб (2020).

## Демографія
Згідно з переписом 2010 року, у селищі мешкало 795 осіб у 343 домогосподарствах у складі 230 родин. Було 392 помешкання
Расовий склад населення:
| - 97,7 % — білих - 1,6 % — чорних або афроамериканців - 0,1 % — корінних американців |

До двох чи більше рас належало 0,5 %. Частка іспаномовних становила 1,5 % від усіх жителів.
За віковим діапазоном населення розподілялося таким чином: 16,2 % — особи молодші 18 років, 63,5 % — особи у віці 18—64 років, 20,3 % — особи у віці 65 років та старші. Медіана віку мешканця становила 46,9 року. На 100 осіб жіночої статі у селищі припадало 114,3 чоловіків;  на 100 жінок у віці від 18 років та старших — 112,1 чоловіків також старших 18 років.
Середній дохід на одне домашнє господарство  становив 47 381 долар США (медіана — 36 875), а середній дохід на одну сім'ю — 58 987 доларів (медіана — 52 083). Медіана доходів становила 46 750 доларів для чоловіків та 32 500 доларів для жінок. За межею бідності перебувало 11,8 % осіб, у тому числі 5,4 % дітей у віці до 18 років та 2,6 % осіб у віці 65 років та старших.
Цивільне працевлаштоване населення становило 282 особи. Основні галузі зайнятості: освіта, охорона здоров'я та соціальна допомога — 26,2 %, роздрібна торгівля — 12,8 %, будівництво — 12,1 %.